# Alpaida boa
Alpaida boa là một loài nhện trong họ Araneidae.
Loài này thuộc chi Alpaida. Alpaida boa được Herbert Walter Levi miêu tả năm 1988.